# Sony α7R IV
Sony α7R IV (модель ILCE-7RM4) — цифровой беззеркальный фотоаппарат, представленный компанией Sony 16 июля 2019. 

## Особенности
Камера с байонетом Е оснащена полнокадровой матрицей разрешением 61 мегапикселя и предназначена для профессиональной съёмки, главное отличие от других моделей возможность серийной съемки в режиме большого разрешения. Камера стала победителем премии Камера года 2020 года и Премия читателей.
Ключевыми особенностями камеры является:
- увеличенное разрешение сенсора с 42,4 мегапикселей до 61,0 мегапикселей
- режим высокого разрешения: 16 кадров с 240 МП (статичные объекты)
- возможность съёмки с большим соотношением сторон
- более высокая детализация видео
- оба слота для карт памяти UHS-II

## Рейтинг и награды
Камера получила высокую оценку за надежность от сайта (digitalkamera.de).
Корпус камеры был признан лучшим среди профессиональных полнокадровых камер в 2020 году (TIPA). Лучший продукт 2020—2021 годов в категории «Полнокадровая камера для продвинутых пользователей».

## Галерея изображений

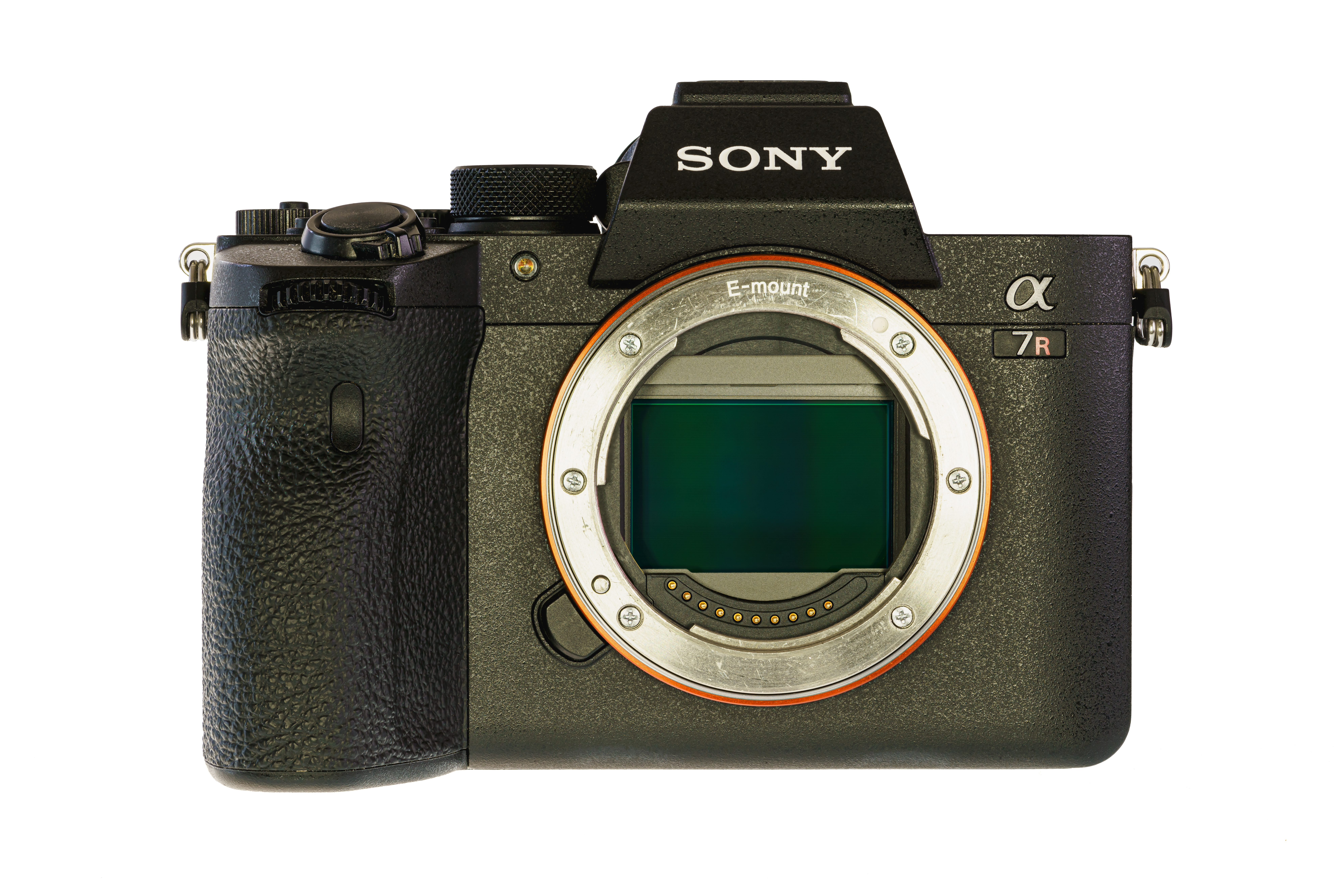
Вид спереди
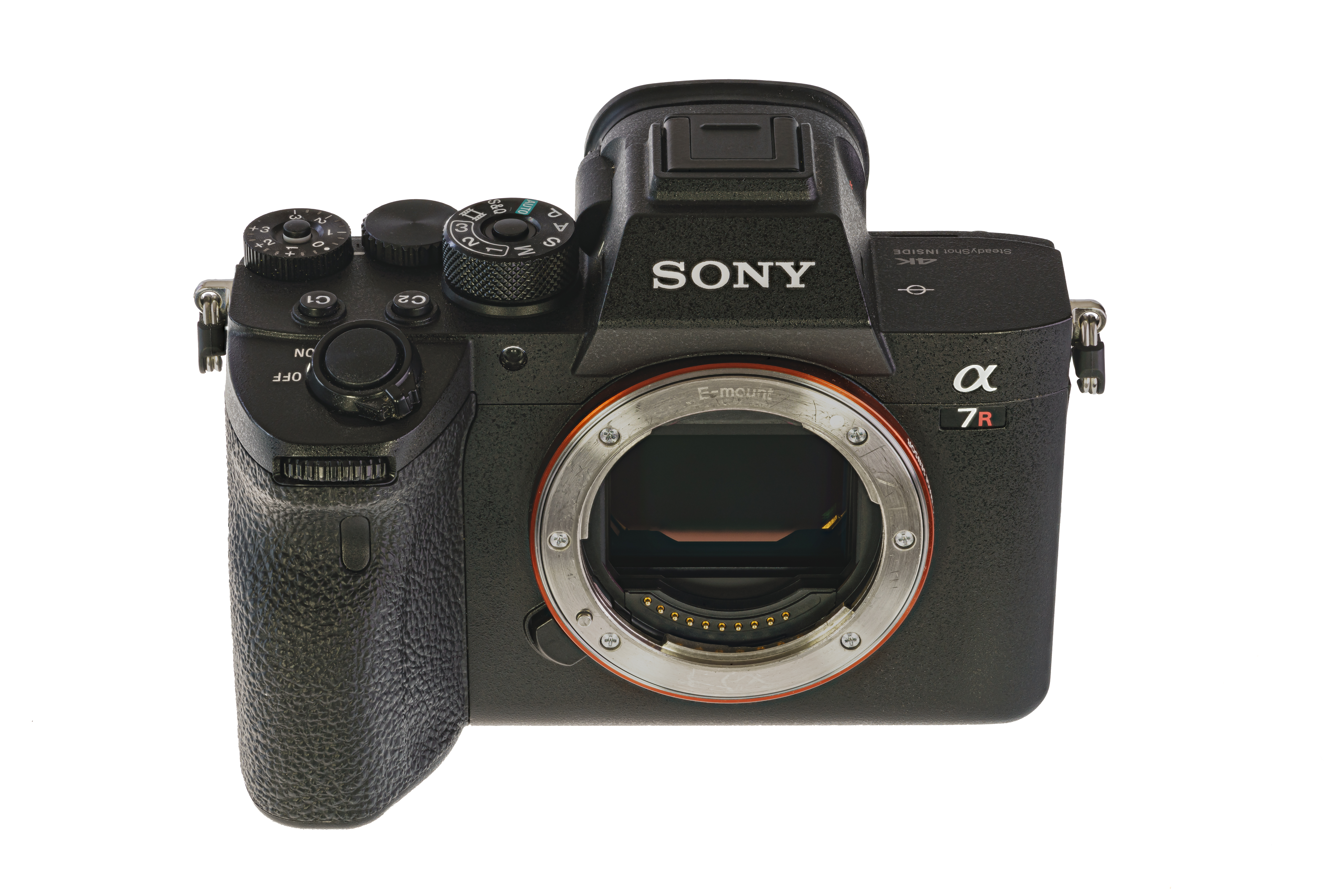
Вид спереди
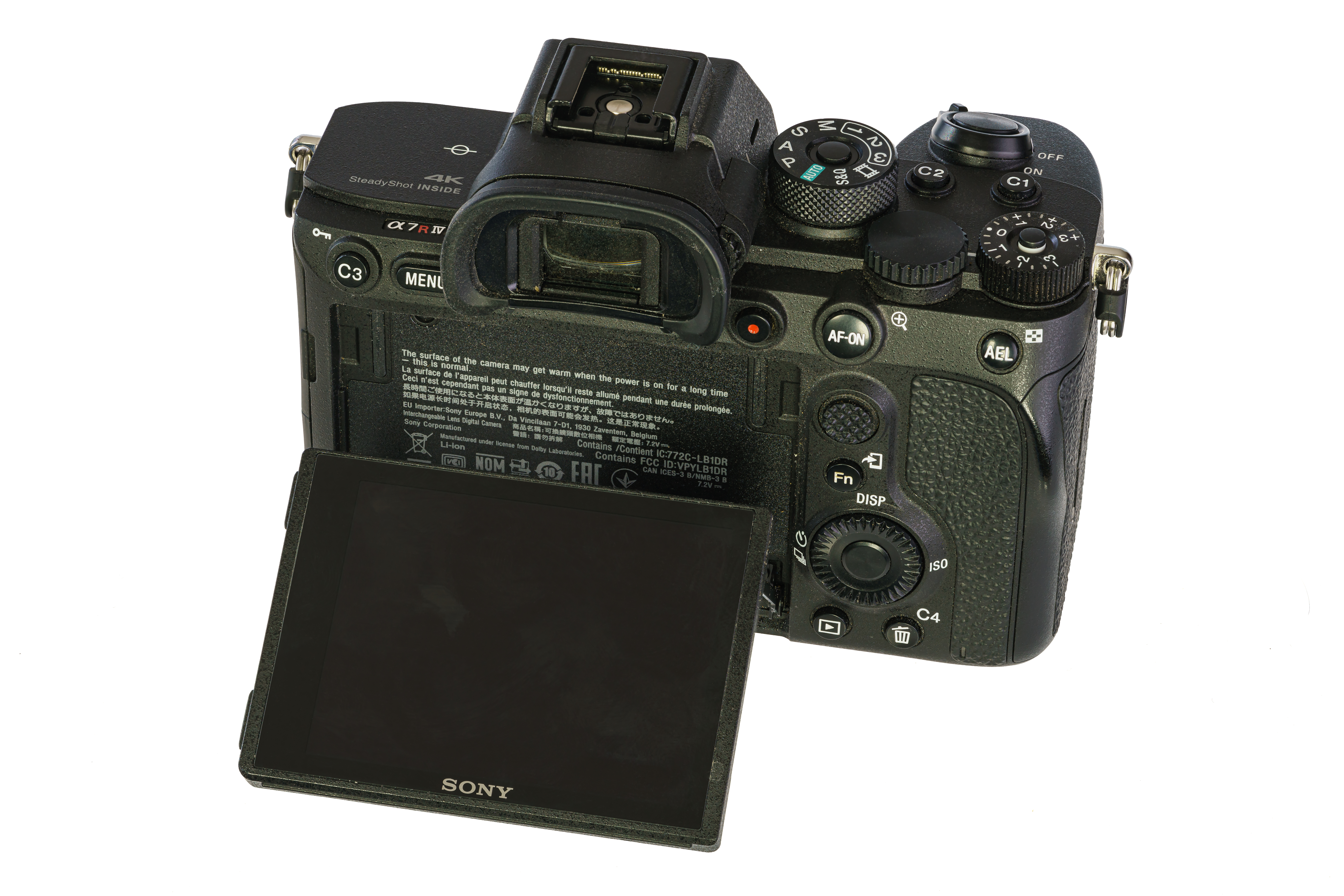
Вид сзади. Обновленный блок управления
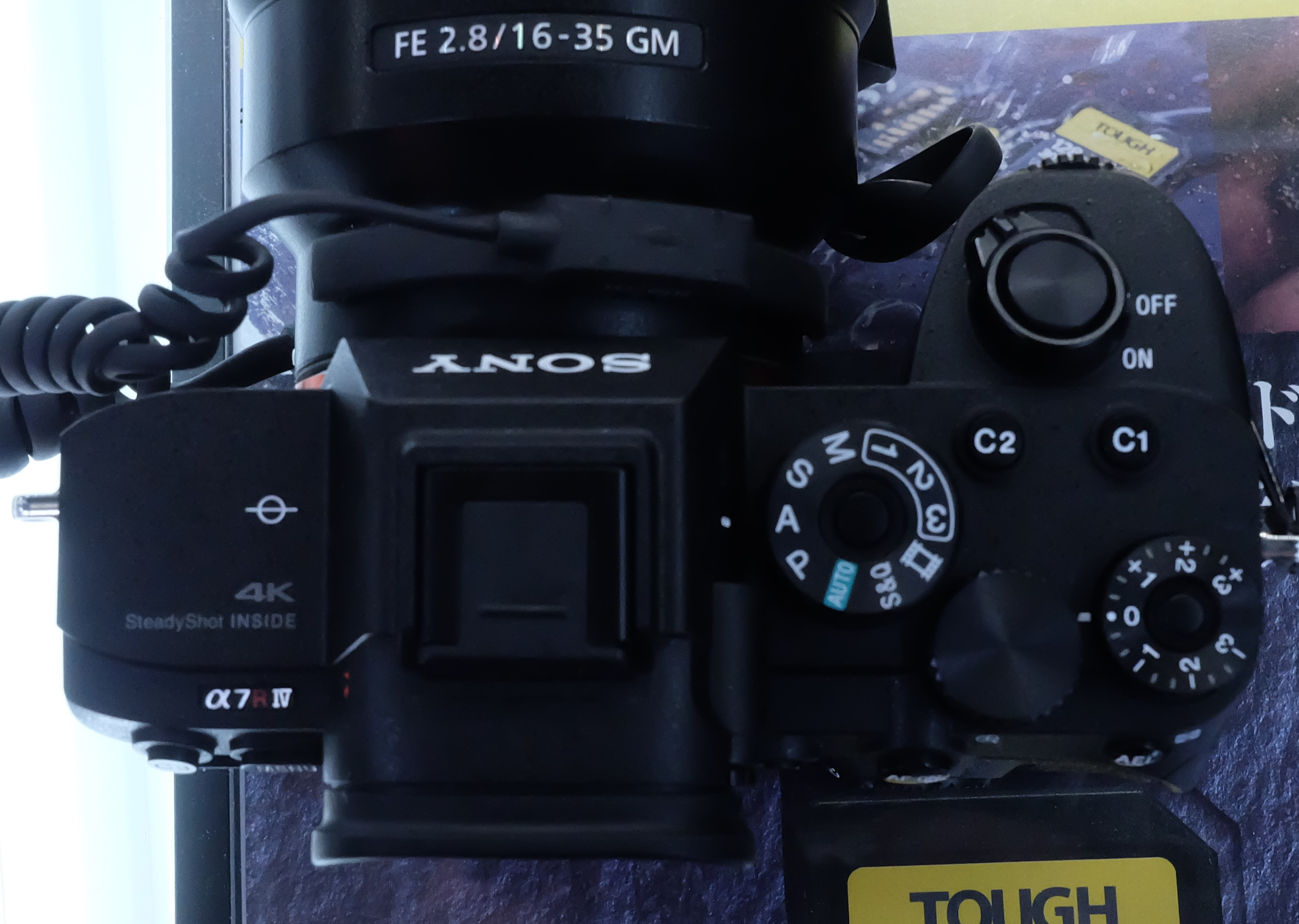
Вид сверху